# Luigi VI Enrico di Borbone-Condé
Luigi Enrico di Borbone, principe di Condé (Louis Henri Joseph; Parigi, 13 aprile 1756 – Castello di Saint-Leu, 27 agosto 1830), fu il nono duca di Enghien (1756-1772), quindi duca di Borbone (1772-1818) ed infine, alla morte del padre (1818), nono ed ultimo principe di Condé. Principe di sangue reale, fu pari di Francia.
Era il figlio unico dell'ottavo principe di Condé Luigi Giuseppe e di Carlotta di Rohan-Soubise, figlia di Carlo, principe di Soubise e duca di Rohan-Rohan.

## Biografia

### La gioventù e il matrimonio
Sposò nel 1770 Batilde di Borbone-Orléans, figlia di Luigi Filippo d'Orléans, duca d'Orléans e di Luisa Enrichetta de Borbone-Conti, e nipote del reggente Filippo II d'Orléans.
All'età di soli quindici anni fu ritenuto troppo giovane al momento per poter consumare il matrimonio e la sua sposa rientrò nel convento da dove era venuta, appena terminata la cerimonia, ma egli la rapì e il matrimonio fu consumato. Essi ebbero un solo figlio, Luigi-Antonio Enrico duca d'Enghien, ultimo duca di Enghien. Luigi Antonio fu fatto sequestrare, arrestare e fucilare da Napoleone su consiglio di Talleyrand nel 1804.
Nel 1778, nel corso di un ballo mascherato, ci fu un alterco fra la duchessa di Borbone, moglie di Luigi VI Enrico Giuseppe, e il conte d'Artois, fratello minore del re Luigi XVI, e l'indomani i due cugini si batterono in duello al Bois de Boulogne.
Divenne governatore della Franca Contea.
Nel 1789 emigrò con il padre Luigi-Giuseppe e il figlio Luigi-Antonio Enrico. Lui, suo padre e suo figlio erano ovviamente realisti, fedeli all'ancien régime, invece sua moglie era democratica e quindi favorevole alla rivoluzione. Combatté dapprima nell'armata degli emigrati comandata dal padre poi, nel 1792, si trasferì nei Paesi Bassi per organizzare una propria armata legittimista. Nel 1795 preparò la spedizione, poi fallita, del conte d'Artois in Vandea. Nel 1801 si trasferì con il padre a Londra. Nel 1814 rientrò in Francia e durante i Cento Giorni cercò di organizzare la resistenza contro Bonaparte nell'Angiò, prima di fuggire in Spagna. Nella seconda restaurazione, alla morte del padre, fu nominato gran maestro di Francia (1818). Il ricordo dell'assassinio di suo figlio lo allontanò dalla politica, alla quale erano legati alcuni dei protagonisti della tragedia di Vincennes.

### La turbolenta vita sentimentale
Nel 1780 si separò dalla moglie, colpevole d'averlo canzonato in uno spettacolo teatrale che lei stessa aveva messo in scena.
Successivamente ebbe due figlie naturali da una cantante d'opera, Margherita Caterina Michelot:
- Adelaide Carlotta Luisa (1780-1874), che sposò nel 1803 in prime nozze a Londra Patrizio Gabriele di Montessus, conte di Rully. Dopo la morte di quest'ultimo, avvenuta nel 1831, sposò in seconde nozze Guy de Chaumont, conte di Quitry e già ciambellano dell'imperatore Napoleone I;
- Luisa Carlotta Aglaé (1782-1831).

Durante il forzato soggiorno in Inghilterra, ove fece vita molto lussuosa, conobbe in una “casa chiusa” in Picadilly una semplice domestica di nome Sophie Dawes che divenne la sua amante e cui fece impartire un'istruzione accurata. Al suo rientro in Francia, all'avvento della Restaurazione, lei lo seguì. Dopo aver deciso di separarsi da lei, la fece andar sposa al barone di Feuchères.

### Il decesso: suicidio o assassinio?
Nel 1829 il duca di Borbone sottoscrisse un testamento che assegnava alla baronessa di Feuchères un legato di due milioni di franchi oltre ai suoi castelli e relative proprietà di Saint-Leu, Taverny, Enghien, Montmorency e Mortefontaine, più un padiglione del Palazzo Borbone e infine il castello di Écouen alla condizione di farne un orfanotrofio per i figli dei soldati delle armate controrivoluzionarie dei Condé e della Vandea. Lasciava poi il rimanente dei suoi beni (qualcosa come 66 milioni di franchi, oltre al castello di Chantilly) al suo pronipote e figlioccio Enrico d'Orléans, figlio di Luigi-Filippo d'Orléans, futuro re di Francia.
La mattina del 27 agosto 1830, poco dopo gli eventi della Monarchia di Luglio, l'allora principe di Condé (o, come veniva allora ancor più frequentemente chiamato, duca di Borbone), che aveva rifiutato di sottomettersi al governo risultante dalla rivoluzione che aveva appena rovesciato il trono del ramo principale e stava facendo i preparativi per unirsi alla famiglia reale in esilio, fu trovato strangolato da un cappio al collo, l'estremità della cui corda era attaccata alla «spagnoletta» di una finestra della sua camera da letto nel castello di Saint-Leu, che aveva acquistato nel 1816. Stranamente, i piedi del duca toccavano terra. Nulla nella vita del principe, che la sera precedente si era ritirato normalmente, lasciava presagire una qualche intenzione suicida. Subito i legittimisti fecero circolare la voce che fosse stato assassinato su mandato del sovrano Luigi Filippo I di Borbone-Orléans e della moglie Maria Amalia di Borbone-Due Sicilie, i quali avrebbero così affrettato l'acquisizione dell'eredità del duca da parte del loro ultimo figlio. Per i legittimisti Luigi VI Enrico era inoltre un possibile candidato quarto in linea di successione assieme allo stesso Luigi Filippo (in seguito all'abdicazione - da essi non accettata - di Carlo X in favore del nipote minorenne Enrico V, passando per il figlio Luigi XIX, successione non riconosciuta e invalidata dagli orleanisti, che costituivano la maggioranza dell'Assemblea Nazionale e che nominarono direttamente il reggente Luigi Filippo come re), nonostante il principe di Condé avesse almeno ufficialmente rifiutato ogni pretesa al trono.
Il confessore del duca, l'abate Pellier de Lacroix, dichiarò pubblicamente che l'ultimo principe di Condé era innocente della sua morte, il che era come dire che si trattava di un delitto. La tesi dell'assassinio si basava, peraltro senza prove concrete, sulla presunta intenzione del duca di modificare il proprio testamento a favore di Enrico d'Artois, duca di Bordeaux (ossia il successore legittimista di Carlo X), al posto del duca d'Aumale, causata dall'impressione molto negativa che gli aveva procurato la vicenda dei tre giorni gloriosi. Avuta notizia di questo intendimento del duca di Borbone, i genitori del duca d'Aumale avrebbero incaricato la baronessa di Feuchères e suo fratello di assassinarlo, inscenando poi un suicidio. I seguaci degli Orléans si affrettarono a cercar di dimostrare che il defunto si era riconciliato con gli Orléans dopo il fatto dei tre giorni gloriosi, aveva fatto indossare ai suoi servitori la coccarda tricolore, aveva donato 10.000 franchi a favore dei feriti nella vicenda di quei tre giorni ed aveva riconosciuto implicitamente la regalità di Luigi-Filippo, quando si era scusato con il medesimo di non poter partecipare alla cerimonia di intronamento.
Oggi si ritiene che la causa più probabile dell'evento sia stato di un tentativo di quasi-strangolamento effettuato come pratica erotica: in questo sarebbe stato aiutato (forse un po' troppo, considerato che anche lei avrebbe ricevuto un sostanzioso legato dopo il decesso del duca) dall'amante, baronessa di Feuchères, la quale, visto che il tentativo era andato ben oltre lo scopo, avrebbe organizzato, con l'aiuto del fratello, la messa in scena del suicidio. Ma se la baronessa fu pubblicamente sospettata, non fu invece mai inquisita, non essendo stato possibile nell'inchiesta stabilire che si era trattato effettivamente di un delitto.

## Stemma
| Image | Stemma                                                                      |
| ----- | --------------------------------------------------------------------------- |
| \| \| | Luigi VI Enrico di Borbone-Condé Principe di Condé, Gran Maestro di Francia |
|       |                                                                             |

## Ascendenza
|                                         |                        |                                                    | Genitori                                         |  |  | Nonni |  |  | Bisnonni                   |  |  | Trisnonni                          |  |
|                                         |                        |                                                    |                                                  |  |  |       |  |  | Luigi III di Borbone-Condé |  |  | Enrico III Giulio di Borbone-Condé |  |
|                                         |                        |                                                    |                                                  |  |  |       |  |  | Luigi III di Borbone-Condé |  |  | Enrico III Giulio di Borbone-Condé |  |
|                                         |                        | Anna Enrichetta del Palatinato                     |                                                  |  |  |       |  |  | Luigi III di Borbone-Condé |  |  |                                    |  |
| Luigi-Enrico di Borbone-Condé           |                        |                                                    |                                                  |  |  |       |  |  | Luigi III di Borbone-Condé |  |  |                                    |  |
|                                         |                        | Luisa Francesca di Borbone-Francia                 | Luigi XIV di Francia                             |  |  |       |  |  |                            |  |  |                                    |  |
|                                         |                        | Luisa Francesca di Borbone-Francia                 | Luigi XIV di Francia                             |  |  |       |  |  |                            |  |  |                                    |  |
|                                         |                        | Luisa Francesca di Borbone-Francia                 | Madame de Montespan                              |  |  |       |  |  |                            |  |  |                                    |  |
| Luigi-Giuseppe di Borbone-Condé         |                        | Luisa Francesca di Borbone-Francia                 |                                                  |  |  |       |  |  |                            |  |  |                                    |  |
|                                         |                        | Ernesto Leopoldo d'Assia-Rotenburg                 | Guglielmo d'Assia-Rotenburg                      |  |  |       |  |  |                            |  |  |                                    |  |
|                                         |                        | Ernesto Leopoldo d'Assia-Rotenburg                 | Guglielmo d'Assia-Rotenburg                      |  |  |       |  |  |                            |  |  |                                    |  |
|                                         |                        | Ernesto Leopoldo d'Assia-Rotenburg                 | Eleonora Maria di Löwenstein-Wertheim-Rochefort  |  |  |       |  |  |                            |  |  |                                    |  |
| Carolina d'Assia-Rotenburg              |                        | Ernesto Leopoldo d'Assia-Rotenburg                 |                                                  |  |  |       |  |  |                            |  |  |                                    |  |
|                                         |                        | Maria Anna di Löwenstein-Wertheim-Rochefort        | Maximilian Karl zu Löwenstein-Wertheim-Rochefort |  |  |       |  |  |                            |  |  |                                    |  |
|                                         |                        | Maria Anna di Löwenstein-Wertheim-Rochefort        | Maximilian Karl zu Löwenstein-Wertheim-Rochefort |  |  |       |  |  |                            |  |  |                                    |  |
|                                         |                        | Maria Anna di Löwenstein-Wertheim-Rochefort        | Polissena Maria Khuen von Lichtenberg und Belasi |  |  |       |  |  |                            |  |  |                                    |  |
| Luigi-Enrico-Giuseppe di Borbone-Condé  |                        | Maria Anna di Löwenstein-Wertheim-Rochefort        |                                                  |  |  |       |  |  |                            |  |  |                                    |  |
|                                         | Jules de Rohan-Soubise | Hercule Mériadec de Rohan                          |                                                  |  |  |       |  |  |                            |  |  |                                    |  |
|                                         | Jules de Rohan-Soubise | Hercule Mériadec de Rohan                          |                                                  |  |  |       |  |  |                            |  |  |                                    |  |
|                                         | Jules de Rohan-Soubise | Anne Geneviève de Lévis                            |                                                  |  |  |       |  |  |                            |  |  |                                    |  |
| Carlo di Rohan-Soubise                  | Jules de Rohan-Soubise |                                                    |                                                  |  |  |       |  |  |                            |  |  |                                    |  |
|                                         |                        | Anne Julie de Melun                                | Luigi I di Melun, principe d'Epinoy              |  |  |       |  |  |                            |  |  |                                    |  |
|                                         |                        | Anne Julie de Melun                                | Luigi I di Melun, principe d'Epinoy              |  |  |       |  |  |                            |  |  |                                    |  |
|                                         |                        | Anne Julie de Melun                                | Elisabetta Teresa di Lorena                      |  |  |       |  |  |                            |  |  |                                    |  |
| Carlotta di Rohan-Soubise               |                        | Anne Julie de Melun                                |                                                  |  |  |       |  |  |                            |  |  |                                    |  |
|                                         |                        | Emanuele Teodosio de La Tour d'Auvergne            | Goffredo Maurizio de La Tour d'Auvergne          |  |  |       |  |  |                            |  |  |                                    |  |
|                                         |                        | Emanuele Teodosio de La Tour d'Auvergne            | Goffredo Maurizio de La Tour d'Auvergne          |  |  |       |  |  |                            |  |  |                                    |  |
|                                         |                        | Emanuele Teodosio de La Tour d'Auvergne            | Maria Anna Mancini                               |  |  |       |  |  |                            |  |  |                                    |  |
| Anne Marie Louise de La Tour d'Auvergne |                        | Emanuele Teodosio de La Tour d'Auvergne            |                                                  |  |  |       |  |  |                            |  |  |                                    |  |
|                                         |                        | Anna Maria Cristina de Simiane de Moncha de Gordes | Francesco Luigi de Simiane di Moncha             |  |  |       |  |  |                            |  |  |                                    |  |
|                                         |                        | Anna Maria Cristina de Simiane de Moncha de Gordes | Francesco Luigi de Simiane di Moncha             |  |  |       |  |  |                            |  |  |                                    |  |
|                                         |                        | Anna Maria Cristina de Simiane de Moncha de Gordes | Anna Teresa de Simiane de Gordes                 |  |  |       |  |  |                            |  |  |                                    |  |
|                                         |                        | Anna Maria Cristina de Simiane de Moncha de Gordes |                                                  |  |  |       |  |  |                            |  |  |                                    |  |